# Cathédrale Saint-Fachanan de Kilfenora
La cathédrale Saint-Fachanan de Kilfenora est une ancienne cathédrale irlandaise, actuellement église paroissiale partielle de l’Église d’Irlande, car seule une partie de la structure est occasionnellement utilisée comme lieu de culte
Le nom irlandais de Kilfenora — Cill Fhionnurach — lui fait référence, puisqu’il se traduit par « église au simple frontispice blanc » (« Church of the fair white brow »).

## Histoire
Le christianisme s’implante à Kilfenora à partir du VIe siècle, avec la fondation sur les lieux par saint Fachanan (en) d’un monastère. Il ne reste aucune trace de l’abbatiale d’alors, ce qui permet de supposer qu’elle était construite en bois. Elle est en tout cas détruite une première fois en 1055 par Murrough O'Brien, et reconstruite dans les trois années qui suivirent ; elle est à nouveau pillée en 1079. Finalement, elle brûle accidentellement en 1100 et est reconstruite en 1189.
L’église n’est réparée que dans les années 1830. Le chancel et la nef sont alors séparés, et dans cette dernière s’installe l’église actuelle. Le pupitre a été placé contre le mur est, vers le nord, pour laisser une place au sud à des bureaux pour le greffier et le pasteur.
Le Department of Arts, Heritage, Gaeltacht and the Islands a débloqué un millier de livres irlandaises pour préserver la cathédrale, les croix et le cimetière.

## Architecture
La structure actuelle de l’édifice date de la fin du XIIe siècle, à une époque où le chœur était encore intégré dans le bâtiment. Le style s’inscrit dans la transition de l’architecture romane au gothique ; l’intérieur est peu décoré. On trouve dans le narthex une grande cuve baptismale carrée, datée environ de 1200 ; elle est décorée de la même manière que la fenêtre à l’est et le chœur.

### Chœur

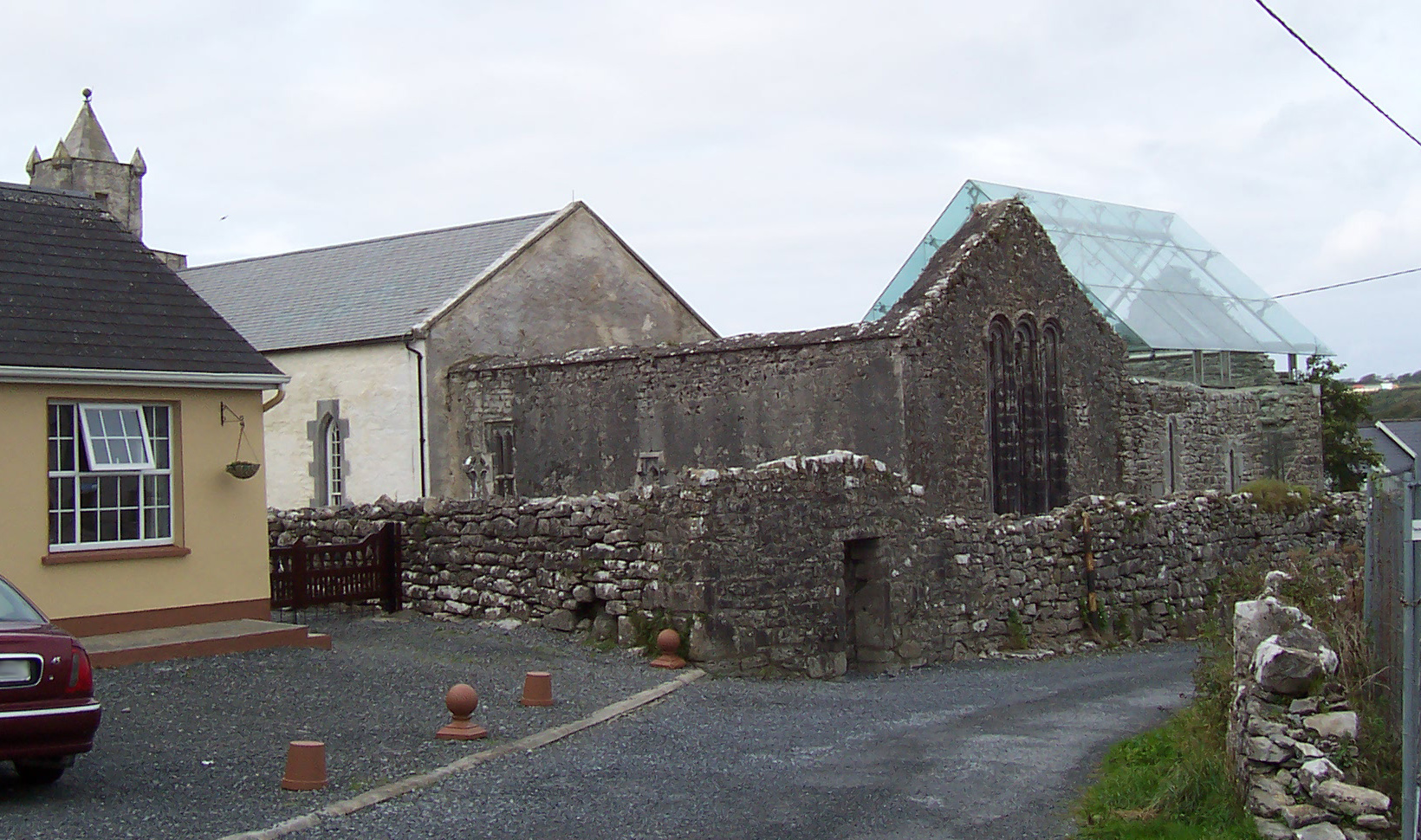
Vue de l’ancien chœur

Avec l’ancien chœur, aujourd’hui désaffecté, l’église mesurait 11 mètres (36 pieds) supplémentaires.
La tradition orale dit que le chancel était couvert par un plafond en chêne, peint en bleu avec des étoiles d’or, jusqu’à la fin du XVIIIe siècle. Il est aujourd’hui à ciel ouvert.
Sur le mur est, une fenêtre à trois arches — séparées par deux colonnes triangulaires avec chapiteaux sculptés — est encadrée de deux effigies mortuaires sculptées :
- à gauche, celle d’un évêque, dont la main droite est levée en signe de bénédiction ; elle est datée du début du XIVe siècle ;
- à droite, un membre du clergé, tonsuré, qui tient un livre ; elle date du XIIIe siècle.

### Chapelle Notre-Dame
La chapelle Notre-Dame, aujourd’hui en ruine, date de la même période que le bâtiment principal. Elle a pu servir de salle du chapitre ou de sacristie, mais était probablement à l’origine un transept.
Elle constitue une aile rectangulaire, adossée au chancel ; on y accédait depuis celui-ci. Elle était éclairée depuis le mur est par deux lancettes et une fenêtre à lancettes à double baie.

### Tombes
De nombreuses tombes sont présentes sur le site, car des moines, abbés, évêques du diocèse se sont fait enterrer autour de la cathédrale. On trouve aussi celle du dernier roi de Thomond et de ses fils. Les plus anciennes inscriptions déchiffrables datent de 1638, sur la tombe de Hygate Lowe, et dans le mur nord la pierre mortuaire du révérend Neptune Blood (qui porte les dates de 1638 – 1694 – 1699). On trouve également un autel-tombeau dans l’angle sud-ouest, où il est inscrit « William Mac-an et bharg et sa femme Eliza Ni Dea ont fait cette tombe, Anno Dom. 1650. »
Sur le côté nord, près de l’extrémité orientale, se trouve le tombeau emmuré de Donaldus MacDonogh et son épouse, Maria O'Connor, qui date de 1685. Il est richement décoré des armes de MacDonogh sculptées sur lui, et il porte une inscription latine. En dessous se trouve une inscription en anglais de 1752 : « Ici reposent les restes du Dr. Patrick MacDonogh fils de son prédécesseur Donaldus et petit-fils du Craven — Il était un dignitaire de l’Église de France et de l’Irlande catholique — Il était intimement lié avec des hommes du premier rang. ».

## Les hautes croix
Kilfenora est connu pour avoir eu sept hautes croix, dont un certain nombre sont disposées autour de l’ancienne cathédrale (une autre est située plus à l’ouest, à mi-chemin de l’église catholique Saint-Fachanan, construite en 1917 ; deux ont aujourd’hui disparu, l’une plus à l’est, l’autre au sud de Ballykeal House).

### LaDoorty Cross

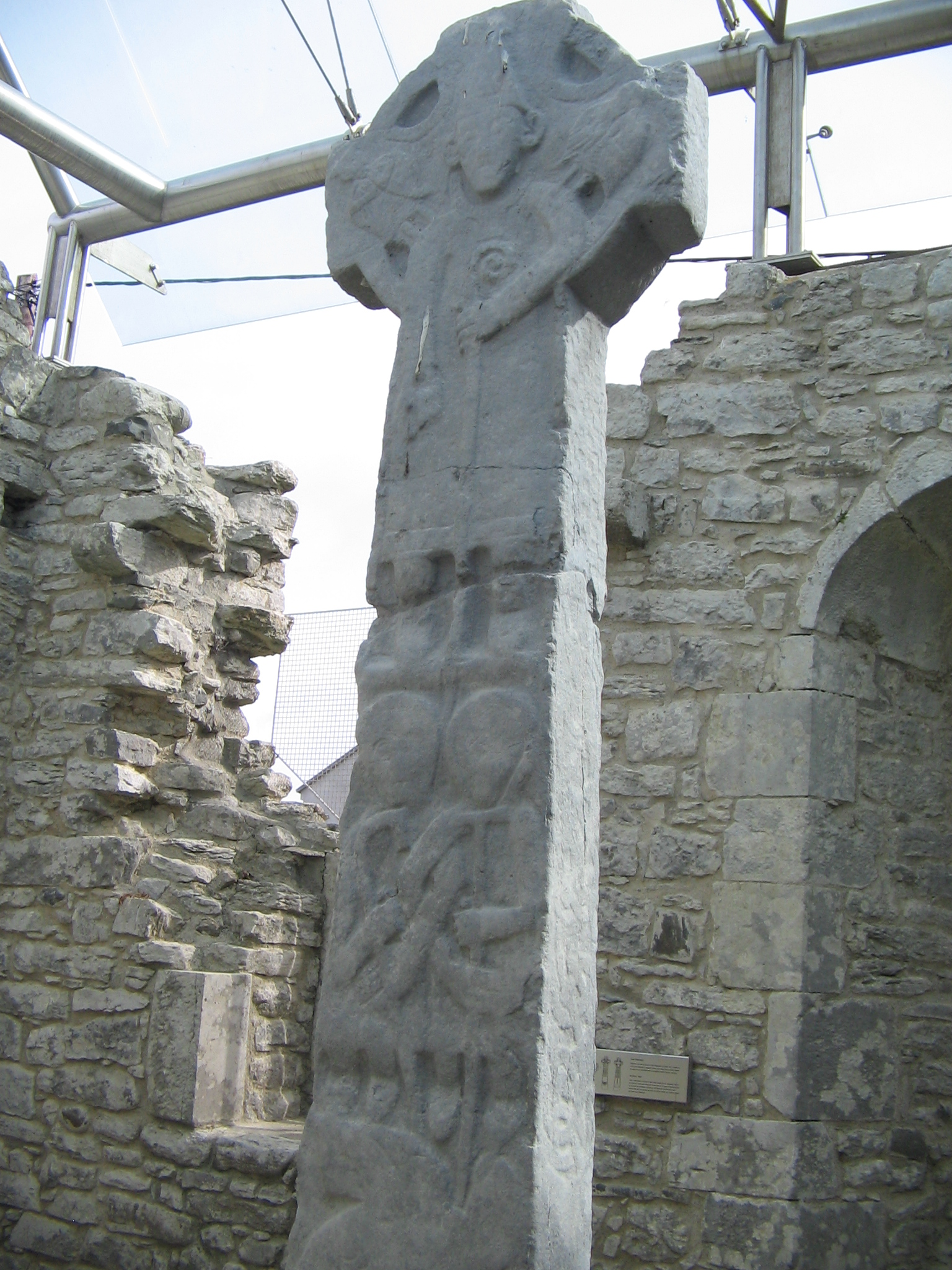
La Doorty Cross, aujourd’hui déplacée dans le chœur.

La plus ancienne, la Doorty Cross, est actuellement placée dans le chœur. Découverte en deux morceaux, elle avait été reconstituée à l’entrée ouest de la cathédrale. Elle daterait de 1152, à la création du diocèse.
Elle représente côté ouest une figure du Christ, au-dessus de quelqu’un chevauchant un âne. Côté est, elle représente saint Pierre donnant sa bénédiction à deux personnes : un évêque (marqué par une crosse irlandaise) et un abbé (avec une crosse en T), ce qui montre le passage du statut monastique au statut diocésain.

### La Croix sud
La Croix sud est située à proximité de l’entrée du cimetière. Elle daterait d’entre le XIIe et le XIVe siècle ; il n’en reste que le tronc.

### La Croix nord
La Croix nord est située au coin nord-ouest.

### La Croix de Kilfenora
La plus grande haute croix de la ville a été transférée en 1821 à la cathédrale Saint-Flannan de Killaloe, par le Dr Mant — elle est nommée la Haute-Croix de Kilfenora (Kilfenora High Cross).

## Sources
- Site du comté de Clare
- Samuel Lewis, A Topographical Dictionary of Ireland, volume 2, voir en ligne